# Ковальов Микола Анатолійович
Мико́ла Анато́лійович Ковальо́в (рос. Николай Анатольевич Ковалёв, 28 жовтня 1986) — російський фехтувальник, олімпійський медаліст.

## Виступи на Олімпіадах
| Олімпіада   | Дисципліна      | Місце |
| ----------- | --------------- | ----- |
| Пекін 2008  | шабля, особисті | 26    |
| Пекін 2008  | шабля, командні | 4     |
| Лондон 2012 | шабля, особисті | 3     |
| Лондон 2012 | шабля, командні | 4     |

## Зовнішні посилання
- Досьє на sport.references.com [Архівовано 9 Травня 2010 у Wayback Machine.]